# Johnny Clarke
Johnny Clarke (1955. január 12.) jamaicai reggae zenész.
Kingston Whitfield Town nevű gettójában nőtt fel. 17 évesen készítette első felvételét  "God Made the Sea & Sun" címmel Clancy Eccles producernek. Rupie Edwards és Bunny Lee producereknek is dolgozott.
Mivel hívő rasztafári, számos dala foglalkozik a vallással, az erőszakmentességgel ("Let Go Violence") és a ganja legalizálásával ("Legalize It"). Meghatározó szerepe volt a "Flyers" korszakban, amely megelőzte az 1970-es évek közepén kialakult "Roots Rockers" stílust.

## Lemezei

### Nagylemezek
- 1975 - Enter Into His Gates With Praise
- 1975 - Moving Out (aka Rock With Me Baby)
- 1975 - Put It On
- 1975 - Sings In Fine Style
- 1976 - Authorized Version
- 1976 - Rockers Time Now
- 1977 - Don't Stay Out Late
- 1977 - Dread Natty Congo (aka Girl I Love You)
- 1977 - Superstar Roots Disco Dub
- 1977 - Sweet Conversation
- 1978 - King In The Arena
- 1979 - Satisfaction
- 1979 - Show Case
- 197X - Sings Roots And Culture Vol. 2 (Frankie Jones & Johnny Clarke)
- 1980 - Originally Mr Clarke
- 1982 - Can't Get Enough (aka Lift Yourself Up)
- 1982 - Reggae Rebel
- 1983 - Johnnie Clark Meets Cornell Campbell
- 1983 - Give Thanks
- 1983 - Yard Style
- 1984 - Reggae Party
- 1988 - Think About It
- 1989 - Don't Trouble Trouble
- 1989 - Johnny In The Echo Chamber
- 1992 - Rasta Nuh Fear
- 1996 - Rock With Me

### Válogatások
Zárójelben a megjelenés éve
- 197X - 20 Massive Hits
- 1974-78 - A Ruffer Version (2002)
- 1976 - Authorised Rockers (1991)
- 197X - Be Thankful
- 197X - Blood Dunza (2003)
- 1975-76 - Don't Trouble Trouble (1994)
- 1976-78 - Dreader Dread (1998)
- 197X - Golden Hits
- 1976-80 - Head 2 Head (Johnny Clarke & Cornell Campbell) (2001)
- 197X - Roots Music (1995)
- 197X - Sings Roots & Culture (Barry Brown & Johnny Clarke) (1992)
- 197X - Sly & Robbie Present The Best Of Johnny Clarke (1985)
- 197X - Tribute To Bob Marley (1998)